# Young Dutch Sam
Young Dutch Sam, de son vrai nom Samuel Evans, est un boxeur anglais combattant à mains nues né le 30 janvier 1808 à Londres et mort le 4 novembre 1843.

## Carrière
Boxant en poids welters, il remporte son premier combat à 15 ans aux dépens de Bill Dean. Considéré comme meilleur de sa catégorie dans les années 1820 et 1830, il a notamment battu au cours de sa carrière Ned Stockham, Harry Jones, Tom Cooper, Jack Cooper, Dick Davis et Ned Neale et s'est retiré des rings invaincu.

## Distinction
- Young Dutch Sam est membre de l'International Boxing Hall of Fame depuis 2002.

## Anecdote
- Son père, Dutch Sam, fut également un excellent boxeur dans les années 1800 (champion d'Angleterre des poids légers de 1804 à 1810) et figure également à l'IBHOF.

## Référence
1. ↑  (en) « Young Dutch Sam », sur boxrec.com (consulté le 24 février 2019).